# Унгени-Прут (Јаши)
Унгени-Прут (рум. Ungheni-Prut) насеље је у Румунији у округу Јаши. Oпштина се налази на надморској висини од 36 m.

## Становништво
Према подацима из 2011. године у насељу је живело 3983 становника.